# Дантон (филм)
„Дантон“ (на френски: Danton) е френско-полски биографичен филм от 1983 година на режисьора Анджей Вайда по сценарий на Жан-Клод Кариер, базиран на пиесата „Делото на Дантон“ (1929) от Станислава Пшибишевска.
Сюжетът проследява последните месеци от живота на Жорж Дантон, един от водачите на Френската революция – конфликтът му с доскорошния му съратник Максимилиан Робеспиер и последвалият показен процес, завършил с екзекуцията на Дантон. Главните роли се изпълняват от Жерар Депардийо и Войцех Пшоняк. „Дантон“ получава награда „Сезар“ за режисура и наградата на БАФТА за чуждоезичен филм.

## Актьорски състав
| Актьор                | Роля |
| --------------------- | --- |
| Жерар Депардийо       | Жорж Дантон |
| Войчех Пшоняк         | Максимилиан Робеспиер                                                                                                   |
| Патрис Шеро           | Камий Демулен |
| Ролан Бланш           | Жан-Франсоа Делакроа – комисар по храните на Парижката комуна, един от най-бруталните членове на Революционния трибунал |
| Анджела Уинклер       | Люсил Демулен – съпруга на Камий Демулен                                                                                |
| Богуслав Линда        | Луи Антоан дьо Сен Жюст                                                                                                 |
| Тадеуш Хук            | Жорж Огюст Кутон – един от лидерите на Френската революция, близък съратник на Робеспиер и Сен Жюст                     |
| Анджей Северин        | Франсоа Луи Бурдон – адвокат и един от лидерите на Френската революция, противник на Робеспиер                          |
| Жак Вилере            | Франсоа Жозеф Вестерман – генерал на Френската революция, един от потискачите на Вандейско въстание                     |
| Мариан Коциняк        | Жан Батист Робер Ленде – един от ръководителите на Френската революция, занимаващ се с финансови въпроси                |
| Марек Кондрат         | Бертран Барер дьо Вийзак – адвокат и един от лидерите на Френската революция, противник на Робеспиер                    |
| Роджър Планшон        | Антоан Куентин Фукие-Тинвил – един от лидерите на Френската революция, главен прокурор на Революционния трибунал        |
| Леонард Петрашак      | Лазар Карно |
| Чеслав Волейко        | Марк Гийом Алексис Вадие - един от ръководителите на Френската революция, противник на Робеспиер                        |
| Францишек Старовейски | Жак-Луи Давид |